# Allar Raja
Allar Raja, estonski veslač, * 22. junij 1983, Sindi.
Raja vesla za SK Kalev iz Pärnuja.

## Mladinska leta
Raja je na mednarodnem prizorišču prvič nastopil na Mladinskem svetovnem prvenstvu v veslanju 2000, ki je nastopil v dvojnem četvercu, ki je osvojil 19. mesto. Naslednje leto je na mladinskem svetovnem prvenstvu v dvojnem dvojcu osvojil 13. mesto. Leta 2004 je na Svetovnem prvenstvu v veslanju do 23 let v enojcu osvojil osmo mesto.

## Olimpijske igre
Allar Raja je na OI prvič nastopil leta 2008 v Pekingu, kjer je veslal v postavi dvojnega četverca. Čoln je bil v svoji predtekmovalni skupini četrti in se je uvrstil v repesaž, v katerem je zmagal. v polfinalu so se estonci uvrstili na četrto mesto in se niso uspeli uvrstiti v finale A. V finalu B so tako osvojili tretje mesto, kar je skupno pomenilo uvrstitev na 9. mesto. 

## Svetovna prvenstva
Na Svetovnih prvenstvih je Raja pervič nastopil leta 2005 v Gifuju na Japonskem. Takrat je veslal v dvojnem dvojcu. S soveslačem Silverjem Sonntakom sta bila takrat druga v finalu C, kar je pomenilo končno 14. mesto. 
Svojo prvo medaljo s svetovnih prvenstev je Allar osvojil  leta 2006 v britanskem Etonu, kjer je veslal v dvojnem četvercu v postavi Andrei Jämsä, Tõnu Endrekson, Igor Kuzmin, Allar Raja.
Leta 2007 je v Münchnu nastopil v dvojnem četvercu s soveslači Kuzminom,  Latinom in  Taimsoom, ki je osvojil osmo mesto.
Leta 2009 je nato v dvojnem dvojcu s Kasparjem Taimsoom na svetovnem prvenstvu osvojil svojo drugo bronasto medaljo.

## Evropska prvenstva
2007 v Poznanu, Poljska je nastopil v dvojnem četvercu skupaj s  Kuzminom, Latinom and Taimsoom. Osvojili so 5. mesto.
2008 v Atenah, Grčija je nastopil v dvojnem četvercu v postavi Jüri Jaanson, Tõnu Endrekson, Andrei Jämsähe, Allar Raja. Čoln je osvojil zlato medaljo. 

## Svetovni pokal
| Leto | Prizorišče             | Končna uvrstitev | Disciplina      |
| ---- | ---------------------- | ---------------- | --------------- |
| 2004 | Poznan, Poljska        | 27. mesto        | enojec          |
| 2004 | Lucern, Švica          | 12. mesto        | dvojni dvojec   |
| 2005 | Eton, Velika Britanija | 9. mesto         | dvojni dvojec   |
| 2005 | Lucern, Švica          | 14. mesto        | dvojni dvojec   |
| 2006 | München, Nemčija       | 7. mesto         | dvojni dvojec   |
| 2006 | Lucern, Švica          | 6. mesto         | dvojni dvojec   |
| 2007 | Linz, Avstrija         | 3. mesto         | dvojni dvojec   |
| 2007 | Amsterdam, Nizozemska  | 25. mesto        | enojec          |
| 2007 | Lucern, Švica          | 11. mesto        | dvojni četverec |
| 2008 | München, Nemčija       | 7. mesto         | dvojni četverec |
| 2008 | Poznan, Poljska        | 7. mesto         | dvojni četverec |
| 2009 | München, Nemčija       | 5. mesto         | dvojni dvojec   |
| 2009 | Lucern, Švica          | 3. mesto         | dvojni dvojec   |

## Henley Royal Regatta
- 2008 - Queen Mother Challenge Cup[5]